# Château de Novel
Le château de Novel ou manoir de Novel est une ancienne maison forte du XIIe siècle qui se dresse sur la commune d'Annecy dans le département de la Haute-Savoie, en région Auvergne-Rhône-Alpes.
Les façades et la toiture font l’objet d’une inscription partielle au titre des monuments historiques par arrêté du 31 octobre 1975. Seules les façades et toitures sont inscrites.

## Situation
Le manoir de Novel est situé dans le département français de la Haute-Savoie sur la commune d'Annecy, au milieu de la plaine, dans le quartier moderne de Novel, au pied de la colline d'Annecy-le-Vieux.

## Historique
Le site qu'occupe le manoir a probablement été occupé par une villa gallo-romaine. Le toponyme Novel désigne une « terre récemment défrichée ».
Au XIIe siècle, il est la possession des comtes de Genève qui y résident lors de leurs passages dans le bassin annécien avant que ces derniers ne s'installent en 1219, au château d'Annecy.
En 1174, le comte Amédée Ier de Genève et l'abbé de Saint-Maurice d'Agaune y signe un accord sous l'arbitrage de l'évêque de Belley, saint Anthelme de Chignin. Le 25 juillet 1195, Guillaume Ier de Genève y décède.
Le château est ainsi mentionné, en 1205, Novellas, apud Nansicum, dans des lettres de protection du comte de Genève envers le prieuré de Chamonix.
Au XIVe siècle, la famille qui en a l'inféodation, prend le nom de celui-ci. Au XVe siècle, il est entre les mains de la famille de Renguis, puis passe à celle de Chenex. Par mariage, il passe en 1512, à la famille de Sales. Le père de saint François de Sales porte le titre de seigneur de Novel.
En 1556, « Novel » est la propriété d'Amédée Viollon,. Au début du XVIIe siècle, les cinq filles, sur 12 enfants, de Michel Viollon de Novel, syndic d'Annecy, entrent à la Visitation en apportant en dot le manoir.
Les visitandines, qui le gardent jusqu'à la Révolution française, en font le cœur d'une exploitation agricole. Confisqué et vendu comme bien national, il gardera cette dernière fonction jusque dans les années 1960. En 1972, il est racheté à la famille Gay par la commune d'Annecy, qui le restaure.

## Description
Le manoir de Novel se présente aujourd'hui sous la forme d'un bâtiment de plan quadrangulaire datant dans son ensemble du XVe siècle, avec une tour ronde dans son angle sud-ouest. Il était auparavant entouré d'un mur d'enceinte et d'un fossé, qui se franchissait par un pont-levis. En 1612, ce dernier est décrit dans un état des lieux comme : « le pont devant et hors ladicte porte soustenu par le milieu sur troys pointaillies de chesne posés au milieu du fossel est tout a faict gasté ».
Au XIXe siècle, la tour du pigeonnier est reliée à celle de la maison forte par un corps de bâtiment, ce qui lui confère son aspect actuel. La ferme que flanquait le pigeonnier a été remplacée par une remise. Dans la cour, il a été érigé en l'an XI de la République (1803) un grand bâtiment agricole.
Un texte décrit le colombier comme étant en bien mauvais état : « item pour remettre le colombier fault le rambocher et repastrer et reblanchir ».